# هونانیان
هونانیان (انگلیسی: Hovnanian) شرکت ساخت‌وساز آمریکایی است، که در سال ۱۹۹۷ تأسیس شد.